# دونالد اسلید
دونالد اسلید (انگلیسی: Donald Slade; ۲۶ نوامبر ۱۸۸۸ – ۲۴ مارس ۱۹۸۰) بازیکن فوتبال اهل بریتانیا بود.
از باشگاه‌هایی که در آن بازی کرده‌است می‌توان به باشگاه فوتبال آرسنال، باشگاه فوتبال دومبارتون، باشگاه فوتبال فولام، باشگاه فوتبال لینکولن سیتی، باشگاه فوتبال ساوت‌همپتون، و باشگاه فوتبال داندی یونایتد اشاره کرد.